# ガイアシステム
株式会社ガイアシステム（GAIASYSTEM Co.,Ltd.）は、日本の人材育成総合コンサルティング会社。1990年に渕上智信によって設立された。

## 概要
- 社会づくり事業として、 循環型の新しい街づくりに向けた提言、一次産業活性化事業、地方への移住促進・就労支援や、交流人口の拡大を目指したイベント企画運営などを行う。

- 「HPCシステム(HUMAN POWER CREATION)」[1]という人材育成プログラムを用い、主に企業向けに組織コンサルティングや採用コンサルティング、人事教育サービスを行う。また、同システムをベースした人材教育事業、研修事業を運営[2]。

## 事業内容
- 社会づくり事業

- 人材育成・企業コンサルティング事業

：HPCシステム
- アウトソーシングサービス

## 沿革
- 1990年7月 - 大阪市北区鶴野町で創業。人材派遣サービスを開始。
- 1993年5月 - 大阪市北区豊崎5丁目へ本社移転。
- 1997年7月 - 大阪市北区豊崎3丁目へ営業所設立。
- 2001年10月 - 東京・新宿1丁目へ東京支社設立。
- 2002年4月 - 神戸市中央区に神戸営業所設立。
- 2002年10月 - 神戸市中央区に本社移転。大阪市北区豊崎5丁目に大阪支社設立。
- 2003年9月 - 福岡市中央区に福岡支社設立。
- 2004年10月 - 大阪市北区梅田1丁目に大阪支社移転。
- 2004年11月 - 企業活性、人材育成システム「HPCシステム」事業開始。
- 2005年4月 - 東京・赤坂4丁目に東京支社移転。
- 2006年7月 - 米国NYに現地法人「Gaia Media Inc.」設立。
- 2010年4月 - 覆面調査事業「ガイアリサーチ」開始。
- 2010年7月 - メイクアップ事業開始。
- 2011年8月 - 宮城県登米市に宮城登米オフィスを開設。震災復興事業を開始。被災地の産業復興、雇用創出に取り組む。
- 2011年8月 - 東京支社を青山に移転。
- 2012年9月 - 東京支社を赤坂に移転。
- 2012年9月 - 株式会社ガイアシステムの100％子会社「株式会社ガイアサイン」を設立。人材派遣事業及び覆面調査事業を株式会社ガイアサインに移管。[3]
- 2021年9月 - 東京支社を渋谷に移転。

## 関連グループ会社
- 株式会社シャンバラ
- 株式会社ガイアサイン